# Руптура
Руптура (рум. Ruptura) — село у повіті Мехедінць в Румунії. Входить до складу комуни Волояк.
Село розташоване на відстані 243 км на захід від Бухареста, 29 км на схід від Дробета-Турну-Северина, 70 км на північний захід від Крайови.

## Населення
За даними перепису населення 2002 року у селі проживали 92 особи, з них 91 особа (98,9%) румунів. Усі жителі села рідною мовою назвали румунську.